# 野澤啓
野澤 啓（ノザワケイ、1965年9月7日 - ）は、埼玉県出身の映像作家。
TVCM、映画、ドラマ、MusicVideo、企業VP、と幅広いジャンルの作品に参加。
作品への関わり方も、監督、撮影監督、編集と多岐に渡る。
撮影の傍ら、映像業界向け技術情報誌「ビデオα」（現在休刊中）への執筆も行っている（ペンネーム「ノザワケイ」）。
現在、映像製作・技術会社　「有限会社極楽映像社」、映像企画・製作会社　「創映舎LLC」の代表取締役。

## 主な監督・撮影監督 作品

### 劇場公開映画
- 「8.1」（撮影監督）
- 「石の降る丘」（撮影監督）
- 「トウキョウ・リビング・デッド・アイドル」（撮影監督）
- プラネタリウム　全天周劇場「SLは未来のスペースランチャー」（製作・撮影監督）
- プラネタリウム　全天周劇場「おじいちゃんの花火（レシピ）」（監督・脚本）
- プラネタリウム　全天周劇場「深宇宙探険記　~旅立ち編~」（企画・製作統括・CG監督）

### TVドラマ
- 「ウルトラマン列伝 / 新ウルトラマン列伝」（撮影監督）
- 「ウルトラマンギンガ」番外編（撮影監督）
- 「戦場のガールズライフ」（撮影監督）
- 「少女と人魚」（撮影監督）
- 「ウルトラファイトビクトリー」（撮影監督）
- 「ウルトラファイトオーブ」（撮影監督）

### WEBドラマ
- ウルトラギャラクシーファイト（撮影監督）

### 企業VP・TVCM
- 各社TVCM、企業VP　多数

### MusicVideo・LiveVideo
- MusicVideo・LiveVideo　石井竜也　各種（撮影監督・一部監督）
- MusicVideo・LiveVideo　米米クラブ　各種（撮影監督）
- LiveVideo　SIAM SHADE 各種（監督）
- LiveVideo　DAITA 各種（監督）
- LiveVideo 　綾野ましろ 「WHITE PLACE」他（監督）
- MusicVideo　GLAY「Eternally」　（撮影監督）
- MusicVideo　Spontania feat.JUJU「君のすべてに」　（撮影監督）
- MusicVideo　FLOW「ありがとう」　（撮影監督）
- MusicVideo　青山テルマ「忘れないよ」　（撮影監督）
- MusicVideo　INFINITY16「真夏のオリオン」　（撮影監督）
- MusicVideo　水谷 豊「カリフォルニア・コネクション」　（撮影監督）
- MusicVideo　水谷 豊・宇崎竜童「人生ロマン派」3D　（撮影監督）
- PromotionVideo　和太鼓・梵天「道成寺」（監督・撮影監督）
- MusicVideo　ALLOVER　各種（撮影監督）
- MusicVideo「PARTY LIKE U」TANAKA ALICE（撮影監督）

他多数

### 小説・執筆（作家名　ノザワケイ）
- 月刊「ビデオα」写真工業出版社 各種記事
- 小説『年末おさわがせ隊』文芸社、2006年10月。ISBN 4-286-01840-7
- 電子書籍『年末おさわがせ隊（壱）路傍ノ石 作戦』Amazon Kindle ASIN B00HE114VW
- 電子書籍『眠り姫よ再び』Amazon Kindle ASIN B00HE2Y28S